# Сент-Этьен-де-Мор
Сент-Этье́н-де-Мор (фр. Saint-Étienne-de-Maurs, окс. Sant Étienne de Maurs) — коммуна во Франции, находится в регионе Овернь. Департамент — Канталь. Входит в состав кантона Мор. Округ коммуны — Орийак.
Код INSEE коммуны — 15184.
Коммуна расположена приблизительно в 460 км к югу от Парижа, в 140 км юго-западнее Клермон-Феррана, в 30 км к юго-западу от Орийака.

## Население
Население коммуны на 2008 год составляло 751 человек.
| 1962 | 1968 | 1975 | 1982 | 1990 | 1999 | 2008 |
| ---- | ---- | ---- | ---- | ---- | ---- | ---- |
| 500  | 516  | 525  | 658  | 674  | 622  | 751  |

## Экономика
В 2007 году среди 435 человек в трудоспособном возрасте (15—64 лет) 307 были экономически активными, 128 — неактивными (показатель активности — 70,6 %, в 1999 году было 67,3 %). Из 307 активных работали 296 человек (150 мужчин и 146 женщин), безработных было 11 (5 мужчин и 6 женщин). Среди 128 неактивных 23 человека были учениками или студентами, 74 — пенсионерами, 31 были неактивными по другим причинам.